# Burtscheider Turm

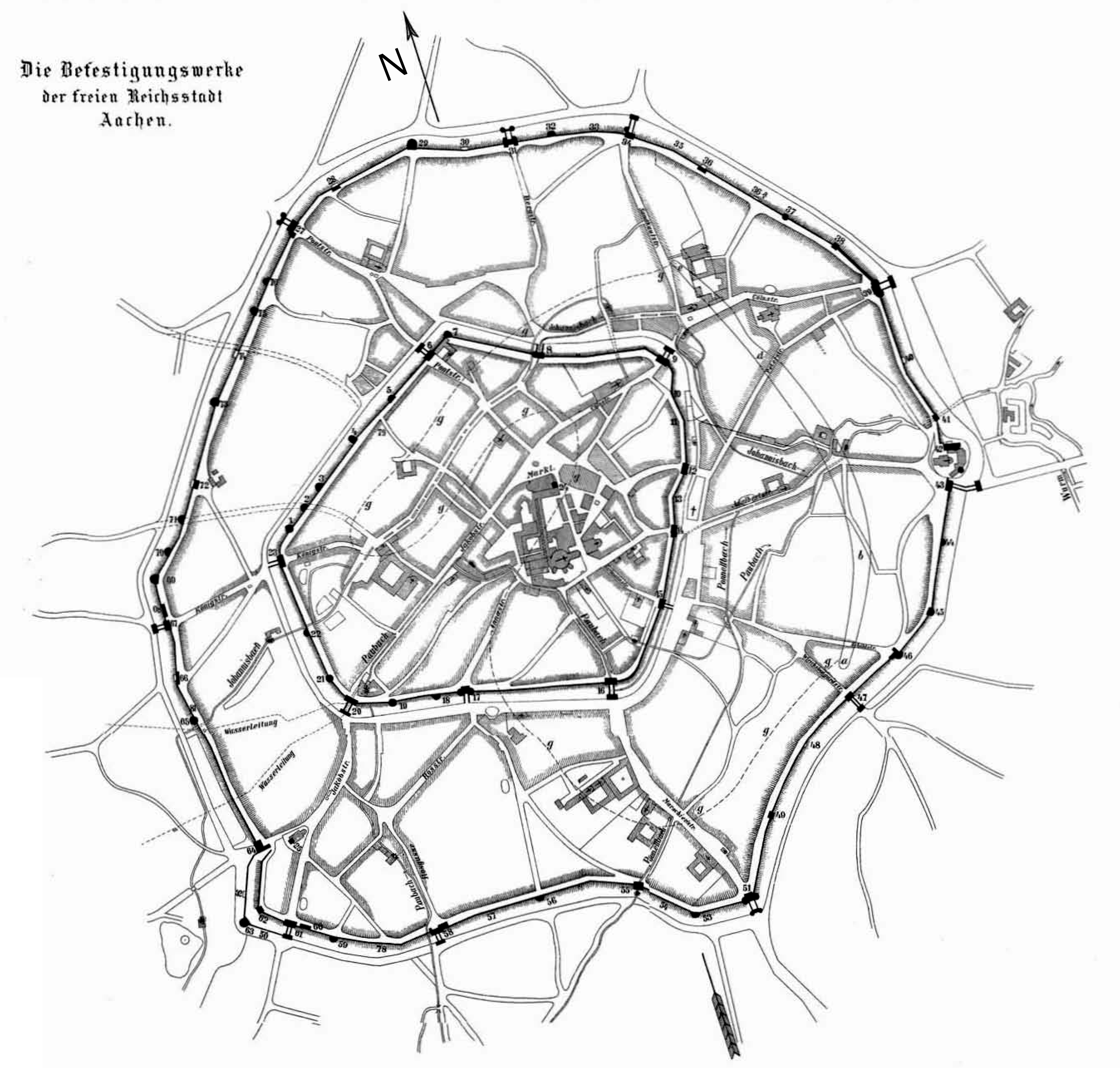
Overzicht van de vestingwerken in Aken. Nummer 70 is de Burtscheider Turm.

De Burtscheider Turm was een weertoren en maakte deel uit van de tussen 1300 en 1350 gebouwde buitenste stadsmuren van de Duitse stad Aken. De waltoren bestaat niet meer.

## Locatie
In de buitenste ringmuur stond de Burtscheider Turm in het westnoordwesten tussen de Königstor (in het zuidwesten) en de Ponttor (in het noordoosten) op ongeveer 50 meter ten noordoosten van de Langer Turm tussen de Turmstraße en de Junkerstraße. Tussen de Burtscheider Turm en de Königstor bevonden zich behalve de Langer Turm geen andere torens. Tussen de Burtscheider Turm en de Ponttor bevonden zich de Beguinenturm, de Gregoriusturm, de Bongartsturm en de Krückenturm.

## Geschiedenis
De bouwdatum van de Burtscheider Turms is niet bekend, maar zal net als de Langer Turm vroeg in de 14e eeuw gebouwd zijn, aangezien dit gedeelte van de stadsmuur in het noordwesten van de stad vanwege de voor een aanval op de stad gunstige omgeving als een van de eerste gedeelten van de tweede ringmuur gebouwd werd.
In tegenstelling tot de Burtscheider Tor (Marschiertor) waardoor de straat naar Burtscheid voerde, had de Burtscheider Turm geen geografische referentie aan deze plaats, dat tegenwoordig een stadsdeel van Aken is. De naam van de toren verwijst er veelmeer op dat de burgers van Burtscheid de financiering voor de bouw en het onderhoud van het gebouw op zich genomen hadden.
Tijdens de Franse bezetting van Aken werd op instructie van Napoleon om de militaire betekenis van Aken te minimaliseren, werd de Burtscheider Turm in het eerste kwart van de 19e eeuw afgebroken.

## Beschrijving
De Burtscheider Turm had als grondvlak een halve cirkel met Grundriss eines Halbkreises mit gerade verlängerten Schenkeln. De toren had slechts één verdieping die slechts weinig boven de muurkroon uitstak. Het gebouw had een breedte van 10,4 meter en een diepte van 8 meter. Van de drie schietgaten voor boogschutters en kruisboogschutters waren er twee zijwaarts gericht op de gracht en het derde was schuin gericht met een neiging in de richting van de Langer Turm.
De begane grond was met een half koepelgewelf overwelft dat over de verlengde ribben in een tongewelf overging. Het dak bestond uit een half kegeldak en ging dan in een zadeldak over.